# In Our Time (film)
In Our Time is een Amerikaanse dramafilm uit 1944 onder regie van Vincent Sherman.

## Verhaal
In 1939 reist mevrouw Bromley met haar assistente Jennifer Whittredge van Londen naar Warschau om spullen op te kopen voor haar antiekzaak. Jennifer maakt er kennis met graaf Stefan Orwid. Hij wil met haar trouwen, maar zijn familie is daar sterk op tegen. Als Jennifer vertrekt uit Polen, vraagt graaf Orwid haar toch ten huwelijk. Ze moderniseren samen de boerderij van de graaf. Kort daarna vallen de nazi's binnen in Polen.

## Rolverdeling
| Acteur          | Personage           |
| --------------- | ------------------- |
| Ida Lupino      | Jennifer Whittredge |
| Paul Henreid    | Graaf Stefan Orwid  |
| Nancy Coleman   | Janina Orwid        |
| Mary Boland     | Mevrouw Bromley     |
| Victor Francen  | Graaf Pawel Orwid   |
| Alla Nazimova   | Zofia Orwid         |
| Michael Chekhov | Leopold Baruta      |